# St. Heinrich und Kunigunde (Prag)
Die Kirche St. Heinrich und Kunigunde (Kostel sv. Jindřicha a Kunhuty) ist ein Kirchengebäude in der tschechischen Hauptstadt Prag. Sie ist eine der Kloster- und Stiftskirchen der Prager Neustadt und befindet sich nahe an der Ecke Jindřišská/Jeruzalemská ulice. Ihr Patrozinium ist das heilige Kaiserpaar Heinrich II. und Kunigunde von Luxemburg.

## Geschichte
Die Prager Neustadt geht auf eine Gründung König Karls IV. von 1348 zurück. Das Gebiet ließ man in die zwei separaten Pfarreien St. Stephan und St. Heinrich aufteilen, deren Grenzen am 28. Februar 1351 offiziell festgelegt wurden. Die Kirche wurde um 1348 bis 1351 als Hauptpfarrkirche der Neustadt (ecclesia parochialis primaria) in der Nähe der älteren Siedlung Chudobice gegründet. Das Pfarrrecht gehörte zunächst dem Orden der Kreuzherren mit dem Roten Stern. Um 1472 bis 1475 wurde ein neuer freistehender Glockenturm, der sogenannte Heinrichsturm errichtet, der für größere Glocken bestimmt war. Neben der Kirche gründete man eine Pfarrschule. Im 16. Jahrhundert wurde die Kirche von den Hussiten geleitet, später von den Utraquisten.
Bei der Belagerung durch die Schweden 1648 diente der Heinrichsturm auch als Wehrturm. Nach dem Dreißigjährigen Krieg sollte die Kirche den Kreuzherren zurückgegeben werden, die jedoch Zugunsten der Barnabiten darauf verzichteten. Der Vorraum der Kirche im Renaissance-Stil wurde 1526 und das Innere 1738 barockisiert. Der Turm erhielt nach einem Brand 1745 die heutige welsche Haube. Kaiser Joseph II. verbot Bestattungen innerhalb der Stadtmauern, was 1787 zur Auflösung des der Kirche umgebenden Friedhofs führte. Josef Mocker regotisierte 1875 die Kirche und 1879 den Glockenturm. Sie ist die Taufkirche des Dichters Rainer Maria Rilke, der hier am 19. Dezember 1875 seine Taufe empfing.

## Beschreibung

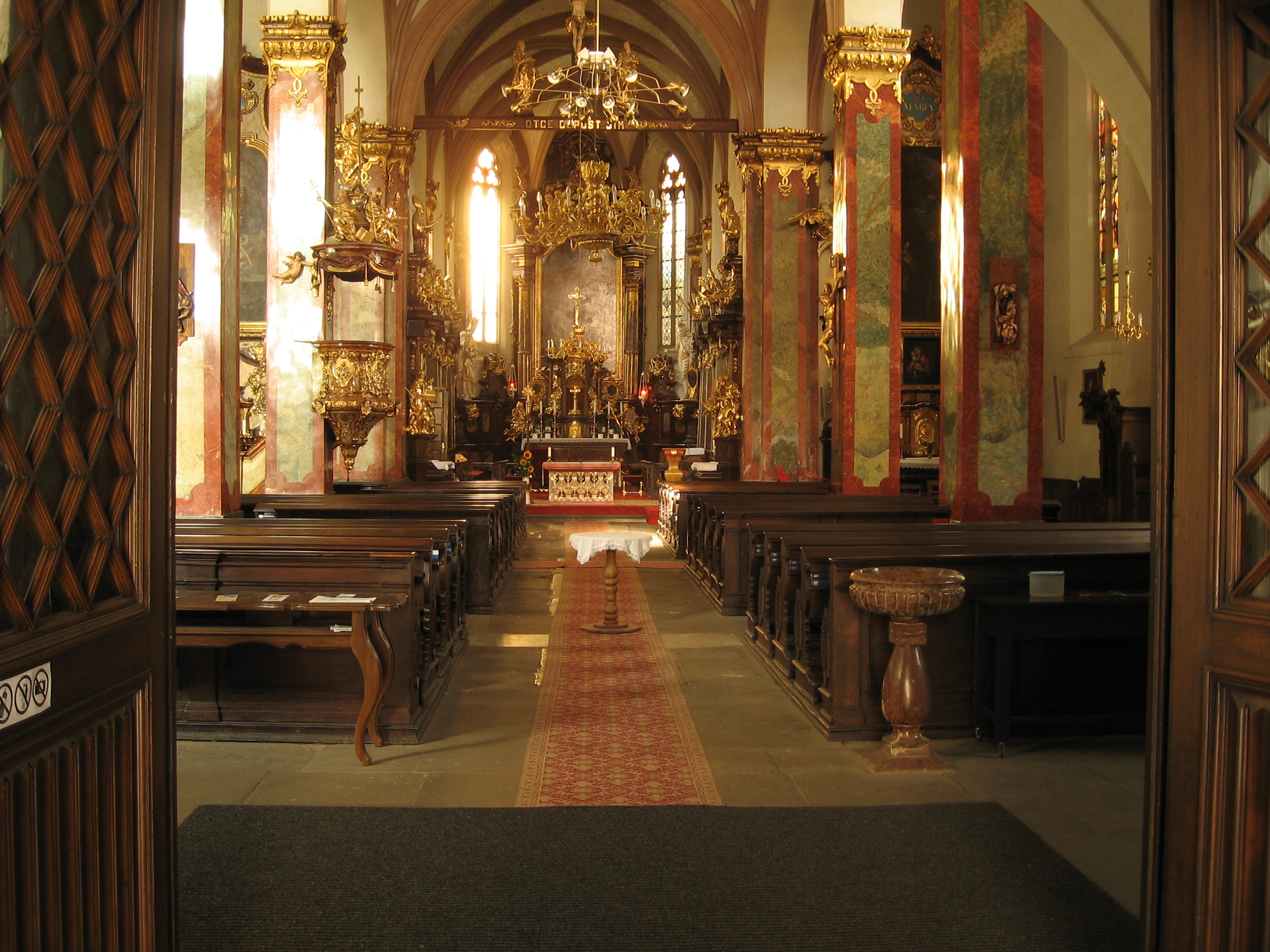
Innenraum

Es handelt sich um einen vierjochigen Bau mit drei gleich hohen Schiffen. Vor der Erbauung des freistehenden Glockenturms Jindřišská věž von 1472 bis 1475 erfüllte vermutlich der Turm an der Südwestecke der Kirche diese Funktion. Die Ausstattung ist im Barockstil gehalten. Die Grabsteine an den Wänden stammen von dem ursprünglich um die Kirche gelegenen Friedhof, der aufgehoben wurde.